# Larbre Compétition
Larbre Compétition – francuski zespół wyścigowy, założony w 1988 roku przez Jacka Leconte. Obecnie zespół startuje w FIA World Endurance Championship, 24-godzinnym wyścigu Le Mans oraz w European Le Mans Series. W przeszłości ekipa pojawiała się także w stawce Francuskiego Pucharu Porsche Carrera, French GT Championship, FIA GT Championship, Le Mans Series, European Le Mans Series, American Le Mans Series, Porsche Supercup, Le Mans Endurance Series oraz Intercontinental Le Mans Cup. Siedziba zespołu znajduje się przy torze Circuit du Val de Vienne w La Vigeant.

## Sukcesy zespołu
- 24h Le Mans

1993 - LMGT (Porsche 911 Carrera RSR)
1994 - LMGTS (Porsche 911 Carrera RSR)
2010 - LMGT1 (Saleen S7-R)
2011 - LMGTE-AM (Chevrolet Corvette C6.R GT2)
2012 - LMGTE-AM (Chevrolet Corvette C6.R GT2)
- FIA GT Championship

2000 - N-GT (Porsche 911 GT3-R)
2001 - GT (Chrysler Viper GTS-R)
2002 - GT (Chrysler Viper GTS-R)
- Spa 24 Hours

2001 (Chrysler Viper GTS-R)
2002 (Chrysler Viper GTS-R)
- Le Mans Series

2004 - LMGTS (Ferrari 550-GTS Maranello)
2006 - LMGT1 (Aston Martin DBR9)
2010 - LMGT1 (Saleen S7-R)
- Intercontinental Le Mans Cup

2010 - LMGT1 (Saleen S7-R)
2011 - LMGTE-AM (Chevrolet Corvette C6.R GT2)
- Championat de France FFSA GT

1997 (Porsche GT2)
2003 (Chrysler Viper)
2008 (Saleen S7-R)
2010 (Porsche 911 GT3)